# Дима (річка)
Ди́ма (рос. Ды́ма), у верхів'ї Рома́новка, в пониззі Димка — річка в Росії, у Сафоновському районі Смоленської області. Довжина — 33 км. Площа басейну — 301 км². Ліва притока Дніпра.
Витік у лісовому масиві біля урочища Димське південніше залізничної станції Алфьорово на лінії Москва-Мінськ, у південно-східній частині Сафоновської височини.
Напрямок течії західний і північно-західний. Від витоку знана як «Романовка». Протікає через село Бессоново, і впавши в озеро Стояче, змінює назву на «Дима». З цією назвою річка протікає через великий населений пункт — Іздешково. Прийнявши справа притоку, річку Димицю, річка знову змінює назву — на «Димка».
Гирло навпроти села Крюково Сафоновського району. Перетинає автомагістраль М1 «Білорусь» біля села Істоміно Сафоновського району.
Всі великі притоки впадають у Диму справа: Столбовка, Гжелка і Димиця.